# Hammer Steindamm

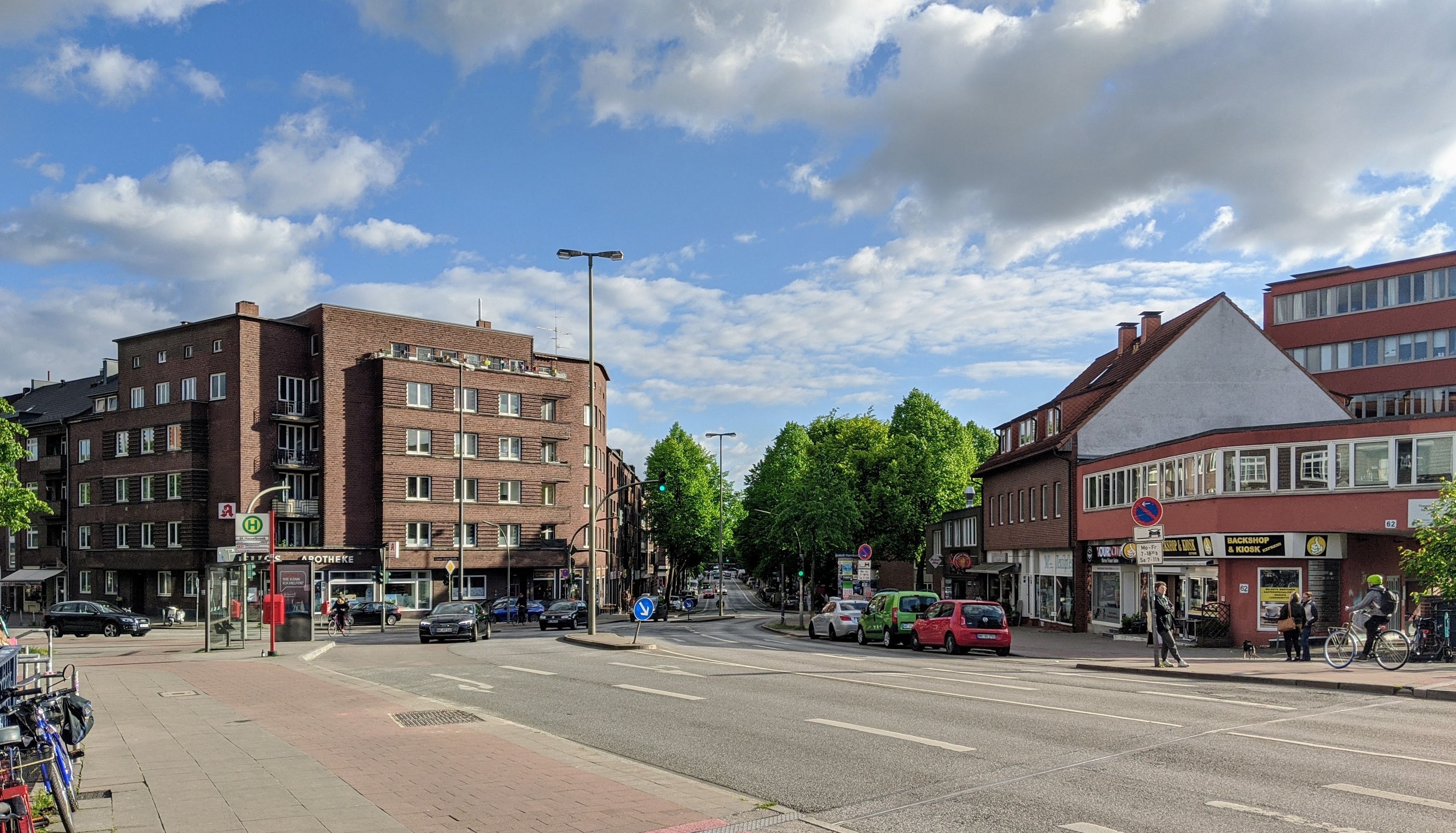
Blick von der Brücke am Bahnhof Hasselbrook in Richtung Süden, links Wohnhäuser aus den 1920er Jahren, rechts Nachkriegsbebauung

Der Hammer Steindamm ist eine etwa 2 km lange Innerortsstraße in den Hamburger Stadtteilen Eilbek und Hamm. Sie gehört zum Hauptverkehrsstraßennetz von Hamburg, trägt die amtliche Schlüsselnummer H084 und verläuft in den Postleitzahl-Bereichen 22089 (Eilbek) und 20535 (Hamm).

## Name und Geschichte

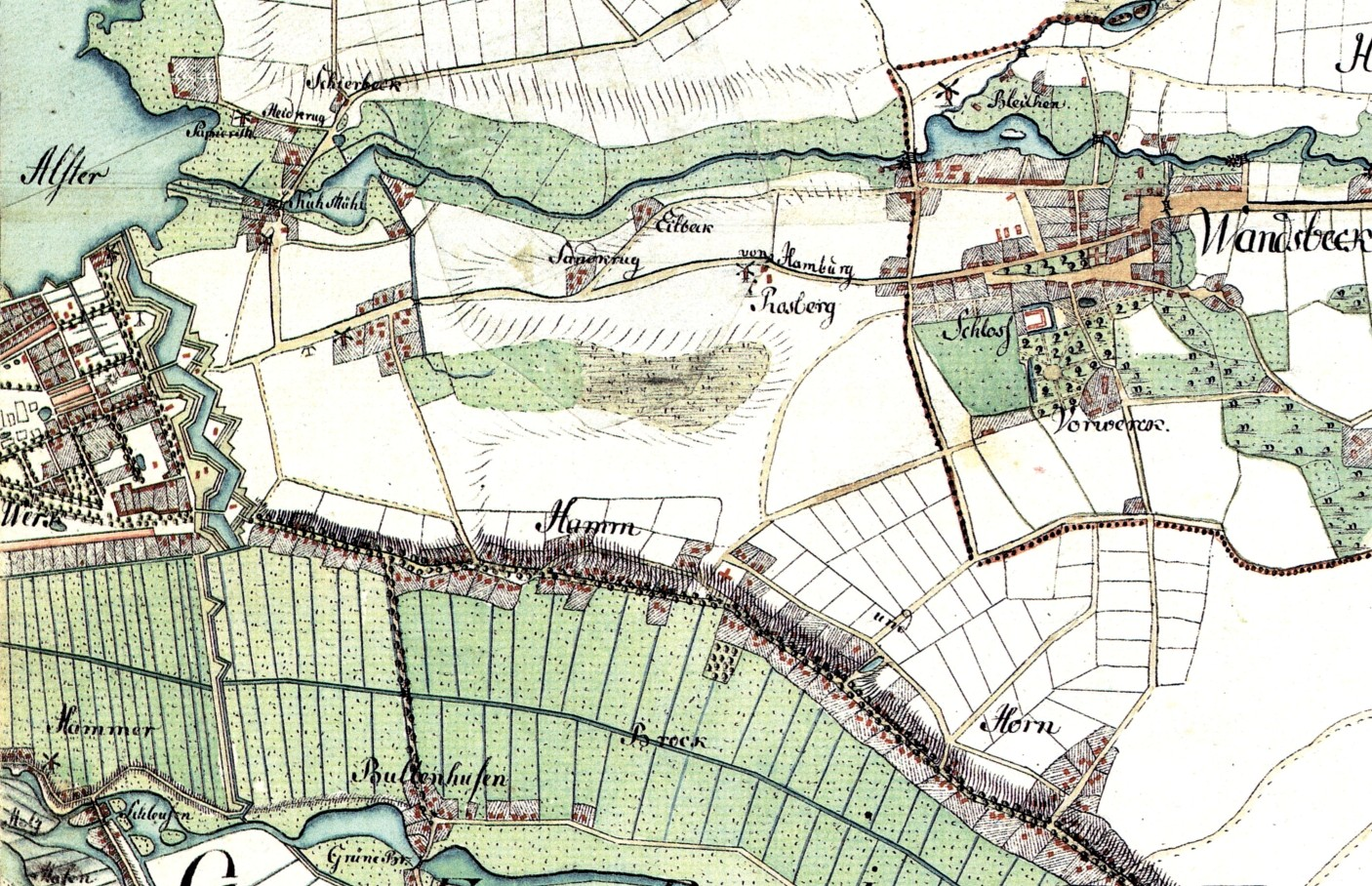
Auf der Varendorf-Karte von 1790 ist der Hammer Steindamm bereits als Verbindung zwischen Hamm und Wandsbek erkennbar

Seinen Namen verdankt der Hammer Steindamm (wie auch die Steinstraße und weitere Steindämme und -wege in Hamburg) der Tatsache, dass er als erste Straße in der Gegend bereits um 1835 gepflastert war. Dies deutet wiederum auf die frühe wirtschaftliche Bedeutung dieser Verbindung hin: Auf historischen Landkarten ist sie spätestens seit dem 18. Jahrhundert als „Möhlenweg“ verzeichnet, der am Ostrand des sumpfigen Hasselbrook verlief und das am Geesthang gelegene Dorf Hamm mit den Mühlen in Eilbek (Windmühle auf dem Roßberg) und Wandsbek (Rantzausche Wassermühle an der Wandse) verband.

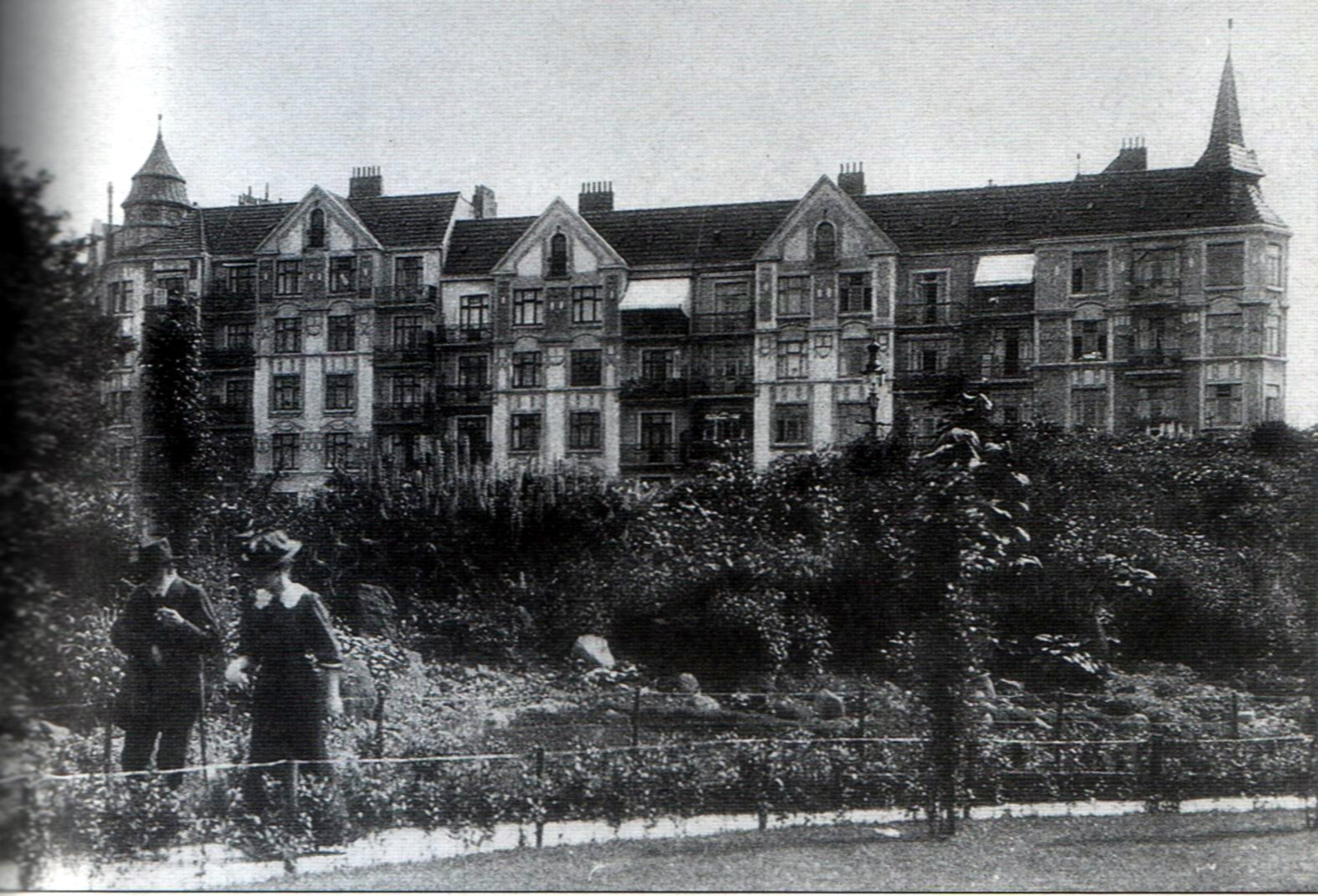
Grünanlage am Hasselbrook-Bahnhof um 1910, im Hintergrund Häuser am Hammer Steindamm.

Ihren heutigen Namen und Verlauf erhielt die Straße 1856, als das nördlich der neuerbauten Bahntrasse nach Lübeck gelegene Eilbek bis an die damalige Stadtgrenze nach Wandsbek erschlossen und bebaut wurde. Auf Hammer Seite bildete der Steindamm hingegen noch bis zum Ersten Weltkrieg die äußere Bebauungsgrenze, während die östliche Feldmark jenseits der Straße erst in den 1920er und 1930er Jahren bebaut wurde.
Im Zweiten Weltkrieg wurden Eilbek und Hamm bei alliierten Luftangriffen schwer zerstört, so dass die Straße heute durch eine gemischte Bebauung mit Wohn- und Geschäftshäusern aus verschiedenen Epochen gekennzeichnet ist.

## Verlauf und Bebauung

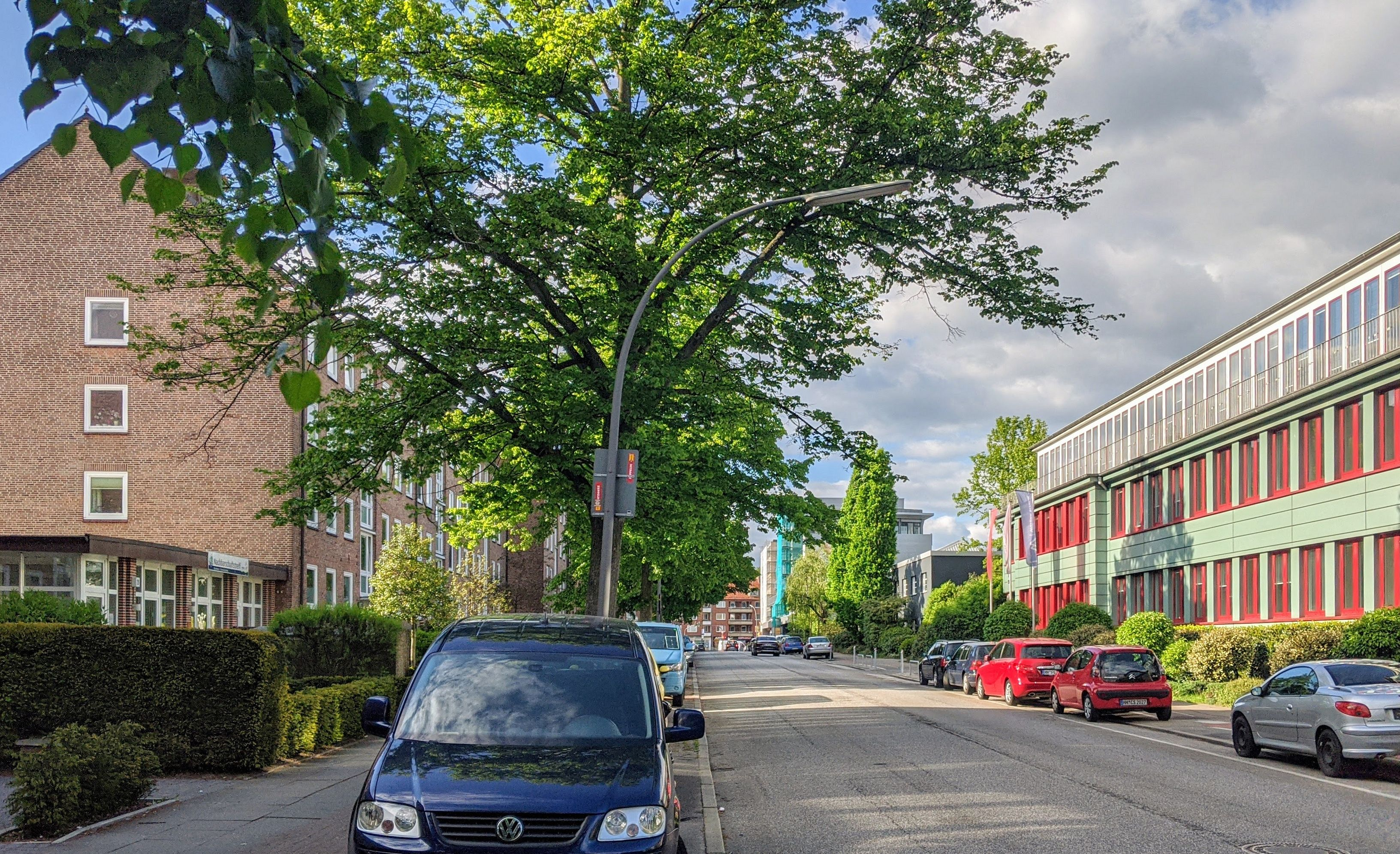
Nördlicher Abschnitt in Eilbek

Der Hammer Steindamm beginnt im Norden an der Wandsbeker Chaussee (Lage) und verläuft zunächst in südlicher Richtung bis zum Bahnhof Hasselbrook, wo er die hier in einem Einschnitt verlaufenden Gleise der Lübecker Bahn sowie der S-Bahn nach Ohlsdorf und Poppenbüttel überquert. Dieser Abschnitt ist auf der Westseite überwiegend mit vierstöckigen Wohnhäusern aus den 1950er Jahren bebaut, auf der Ostseite erstreckt sich ein Gewerbegebiet, in dem unter anderem der traditionsreiche Waagen- und Medizintechnikhersteller seca ansässig ist.

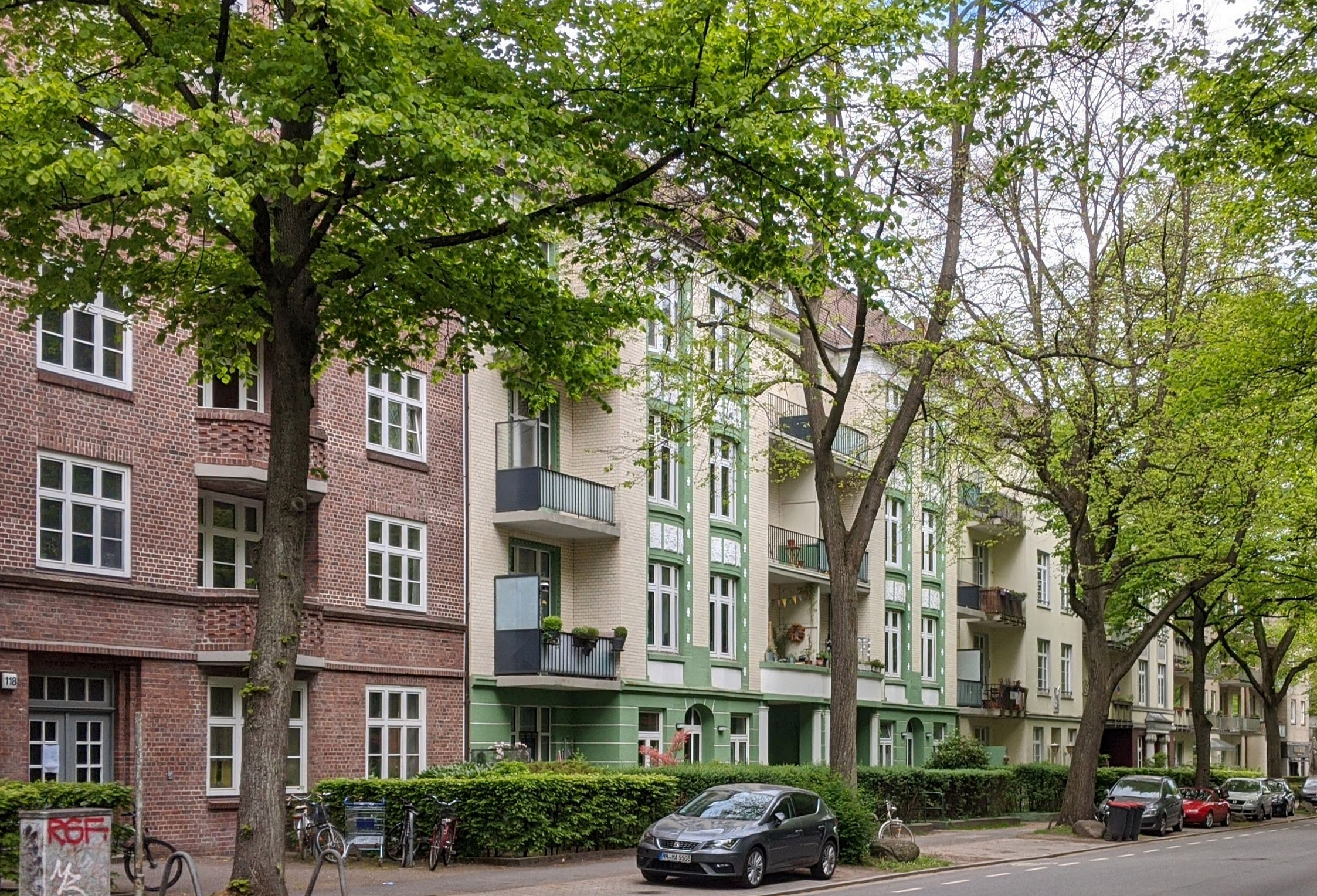
Vorkriegs-Wohnbebauung am Hammer Park

Südlich der Bahntrasse knickt der Steindamm leicht nach Südwesten ab, während die Caspar-Voght-Straße hier in südöstlicher Richtung abzweigt. Dieser Bereich wird auf der Ostseite von vier- bis sechsgeschossigen Backstein-Wohnblocks aus den 1920er Jahren dominiert, während auf der Westseite eine vergleichsweise niedrige Nachkriegsbebauung mit Läden und Kleingewerbe vorherrscht. Im weiteren Verlauf wechseln sich Wohn- und Geschäftshäuser aus der Vor- und Nachkriegszeit mit einigen Neubauten aus den letzten Jahren ab. Den Abschluss dieses mittleren Abschnitts bildet der langgestreckte Dreiflügelbau des ehemaligen Kirchenpauer-Gymnasiums, der 1928–30 nach einem Entwurf von Heinrich Bomhoff und Hermann Schöne errichtet wurde und heute die Norddeutsche Akademie für Finanzen und Steuerrecht beherbergt.

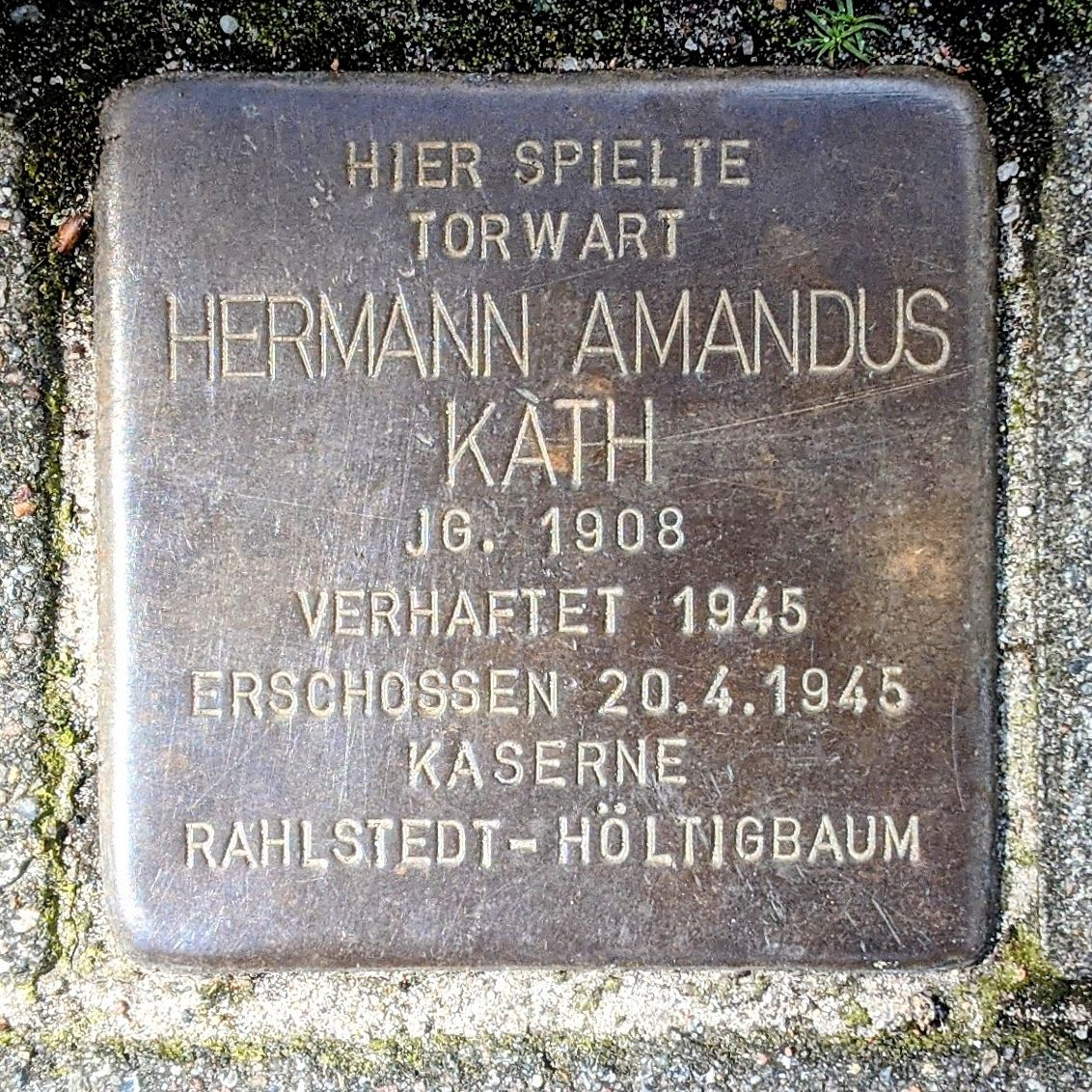
Stolperstein für Hermann Amandus Kath

An der Finanzschule kreuzt der Hammer Steindamm die stadtauswärts verlaufende Sievekingsallee und verläuft ab hier entlang der Westgrenze des Hammer Parks. Auf der gegenüberliegenden (westlichen) Straßenseite haben sich einige wenige Wohnhäuser aus der Zeit vor dem Ersten Weltkrieg erhalten, aber auch der „Henry-Everling-Hof“, ein markanter Backstein-Wohnblock des früheren Konsum-, Bau- und Sparvereins „Produktion“ aus dem Jahr 1925 (heute im Besitz der Baugenossenschaft freier Gewerkschafter). Südlich davon liegen beidseits der Straße Tennisplätze der Sportvereine HT 16 und SV St. Georg. Vor dem Vereinsheim des SV St. Georg erinnert ein Stolperstein an den früheren Fußballtorwart Hermann Kath, der als Wehrmachtssoldat kurz vor Ende des Zweiten Weltkriegs von einem Militärgericht wegen Fahnenflucht zum Tode verurteilt und am 20. April 1945 – wenige Tage vor der Befreiung Hamburgs durch britische Truppen – auf dem Schießplatz Höltigbaum erschossen wurde.
Am südlichen Ende der Tennisplätze ist die Kreuzung zur Carl-Petersen-Straße und Bei der Hammer Kirche als Kreisverkehr ausgebaut; die früher hier ebenfalls einmündende Hirtenstraße endet heute als Sackgasse. Vor dem Bau der U-Bahn nach Billstedt in den 1960er Jahren endete der Hammer Steindamm hier am Geesthang, und der Verkehr zur unterhalb des Hanges verlaufenden Hammer Landstraße wurde seinerzeit über die Hirtenstraße bzw. die Straße Bei der Hammer Kirche geführt. Weil diese aber für den neuen U-Bahnhof Hammer Kirche verkürzt werden musste, verläuft seither der Hammer Steindamm hinter dem Kreisverkehr in einem weiten Bogen um den U-Bahnhof herum den Geesthang hinab und mündet unterhalb der Dreifaltigkeitskirche in die Hammer Landstraße ein (Lage). In diesem Abschnitt wird der Hammer Steindamm auch von den HVV-Buslinien 116 und 530 befahren; außerdem kreuzt hier die in einem Grünzug auf dem Geesthang verlaufende Veloroute 8 nach Billstedt und Bergedorf.

## Öffentlicher Nahverkehr

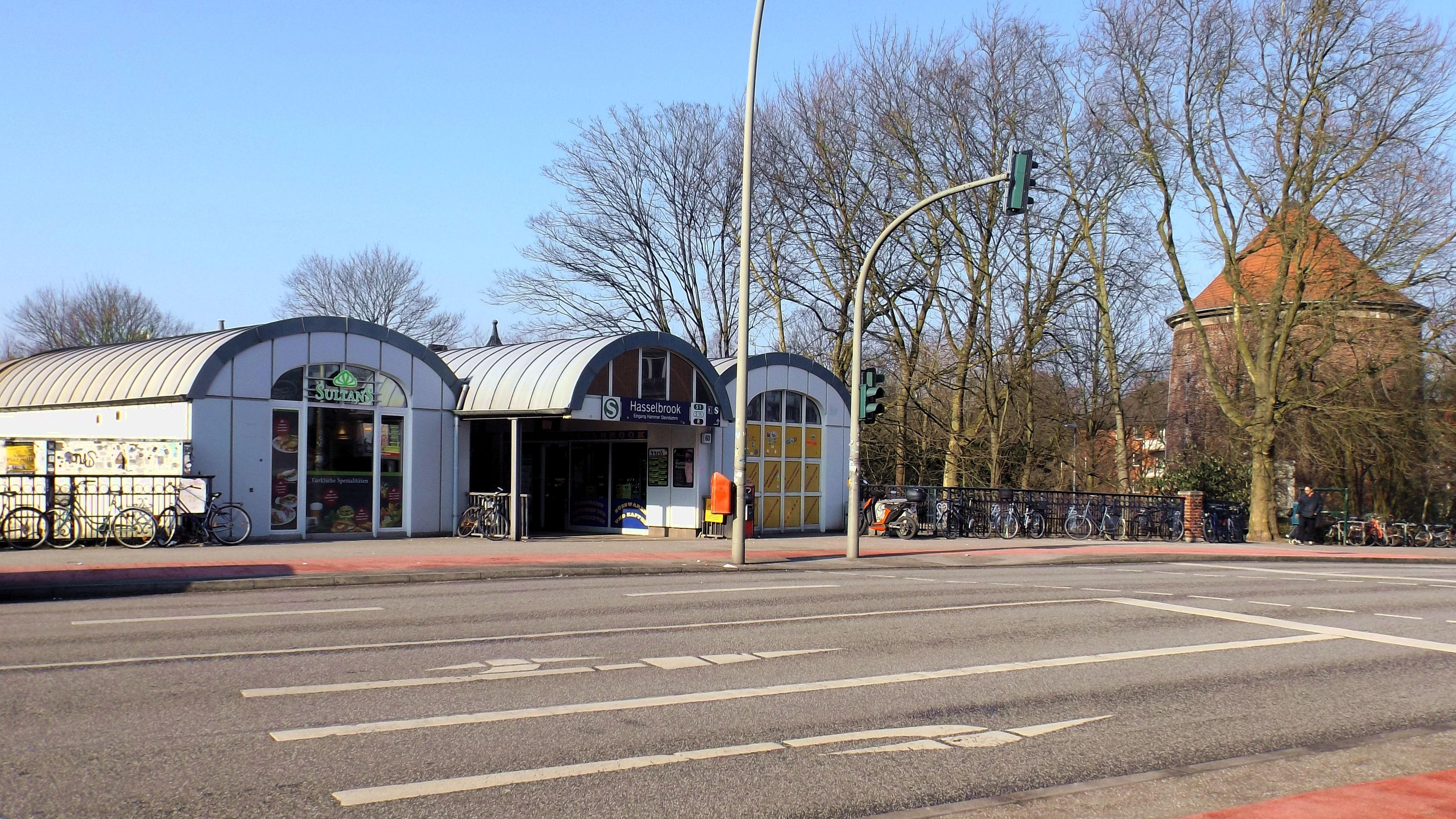
Bahnhof Hasselbrook mit Zombeck-Bunker

Der Hammer Steindamm ist – abgesehen vom Steintorwall am Hauptbahnhof – die einzige Straße in Hamburg, die von drei verschiedenen S- und U-Bahnlinien berührt wird: Ganz im Norden liegt der U-Bahnhof Wandsbeker Chaussee (U1) mit seinem westlichen Ausgang am Hammer Steindamm, in der Mitte der Bahnhof Hasselbrook (S1 und RB81), im Süden der U-Bahnhof Hammer Kirche (U2/U4). An der Kreuzung Sievekingsallee befindet sich die Haltestelle Hammer Steindamm der Buslinie 261, außerdem verkehrt die Linie 116 auf dem nördlichen und dem südlichen Teilstück des Hammer Steindamms.

## Einzelne Gebäude

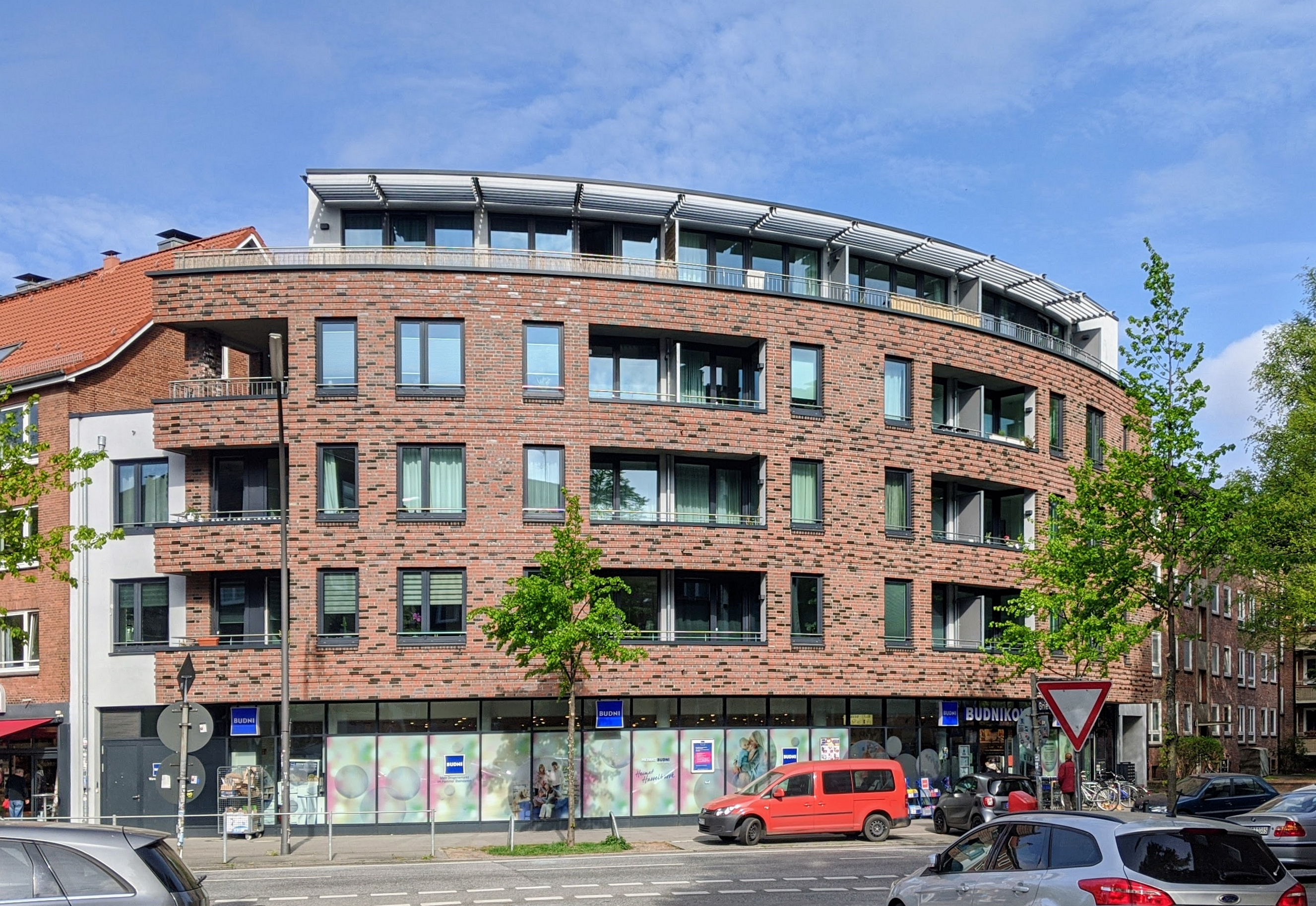
Neubau Nr. 72–74
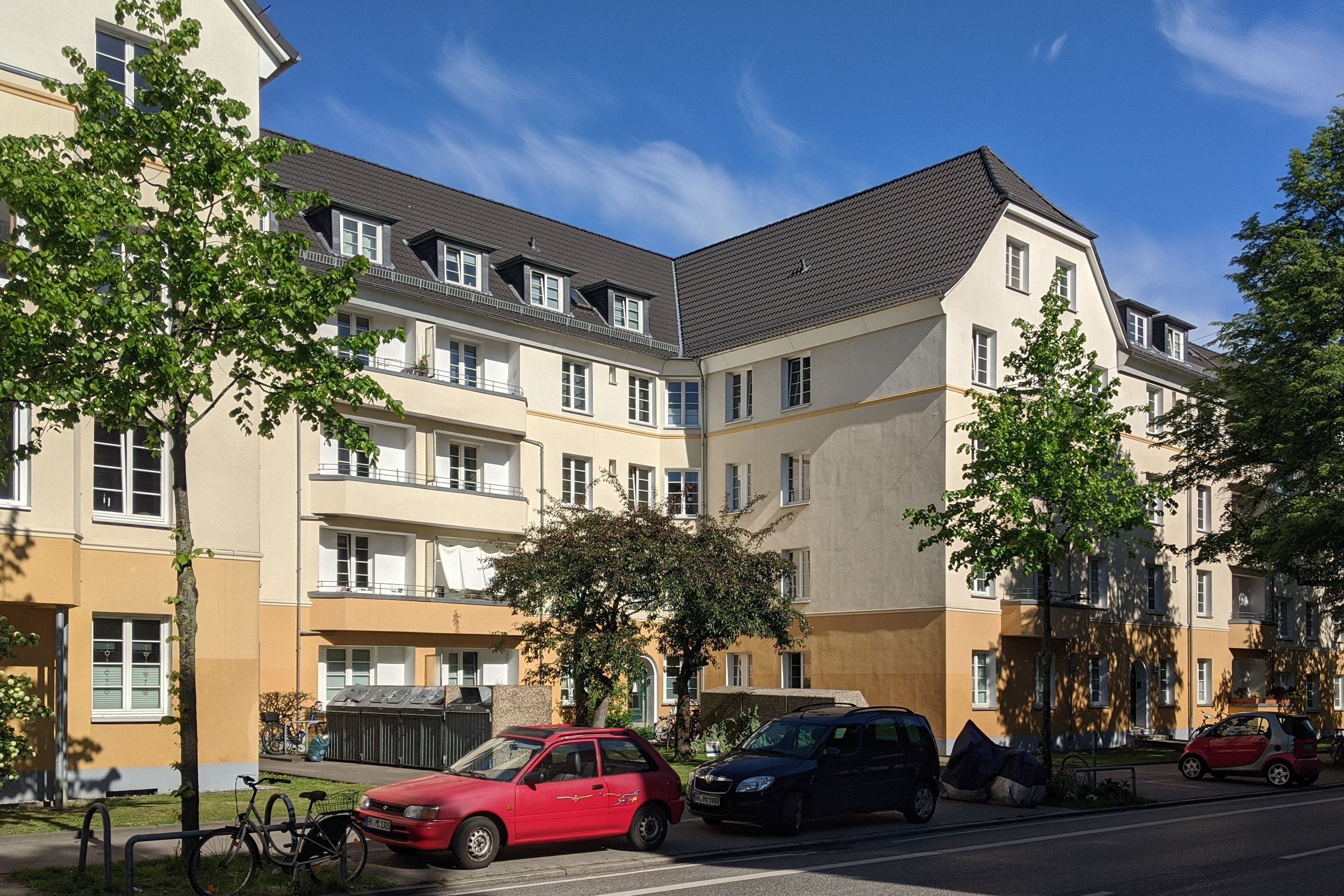
„Hamburger Burg“, Nr. 76–84
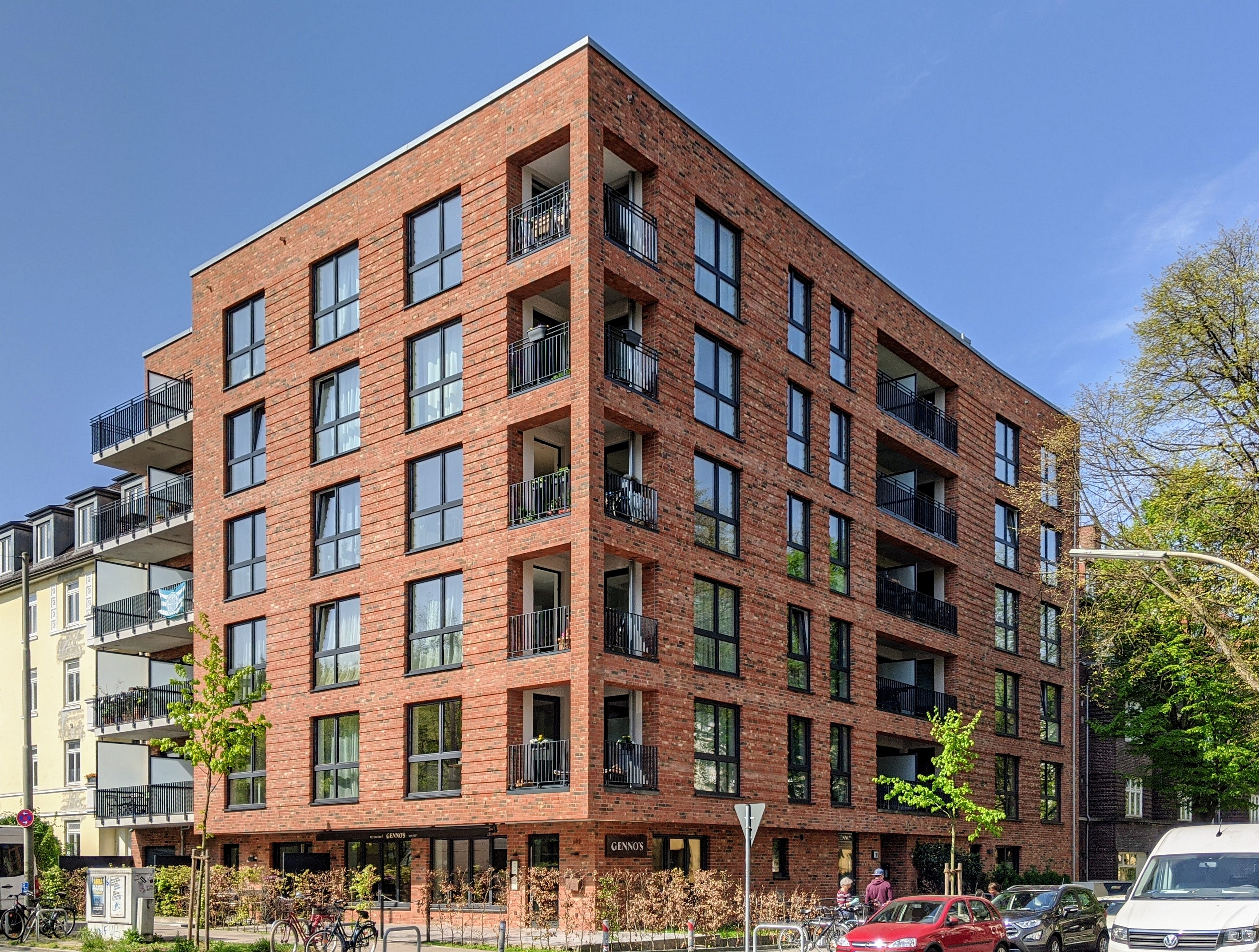
Neubau Nr. 102
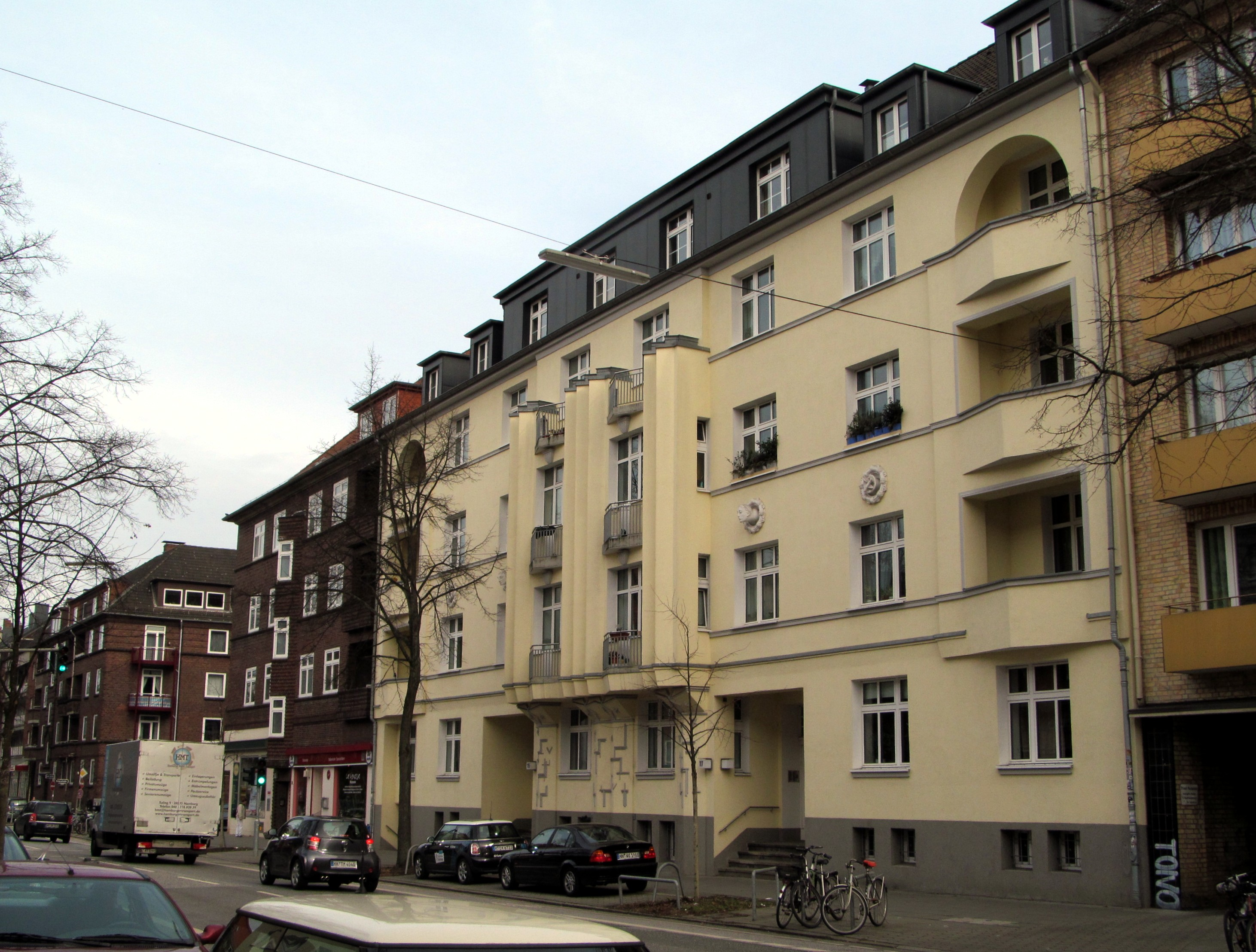
1920er-Jahre-Wohnhäuser, Nr. 115–117
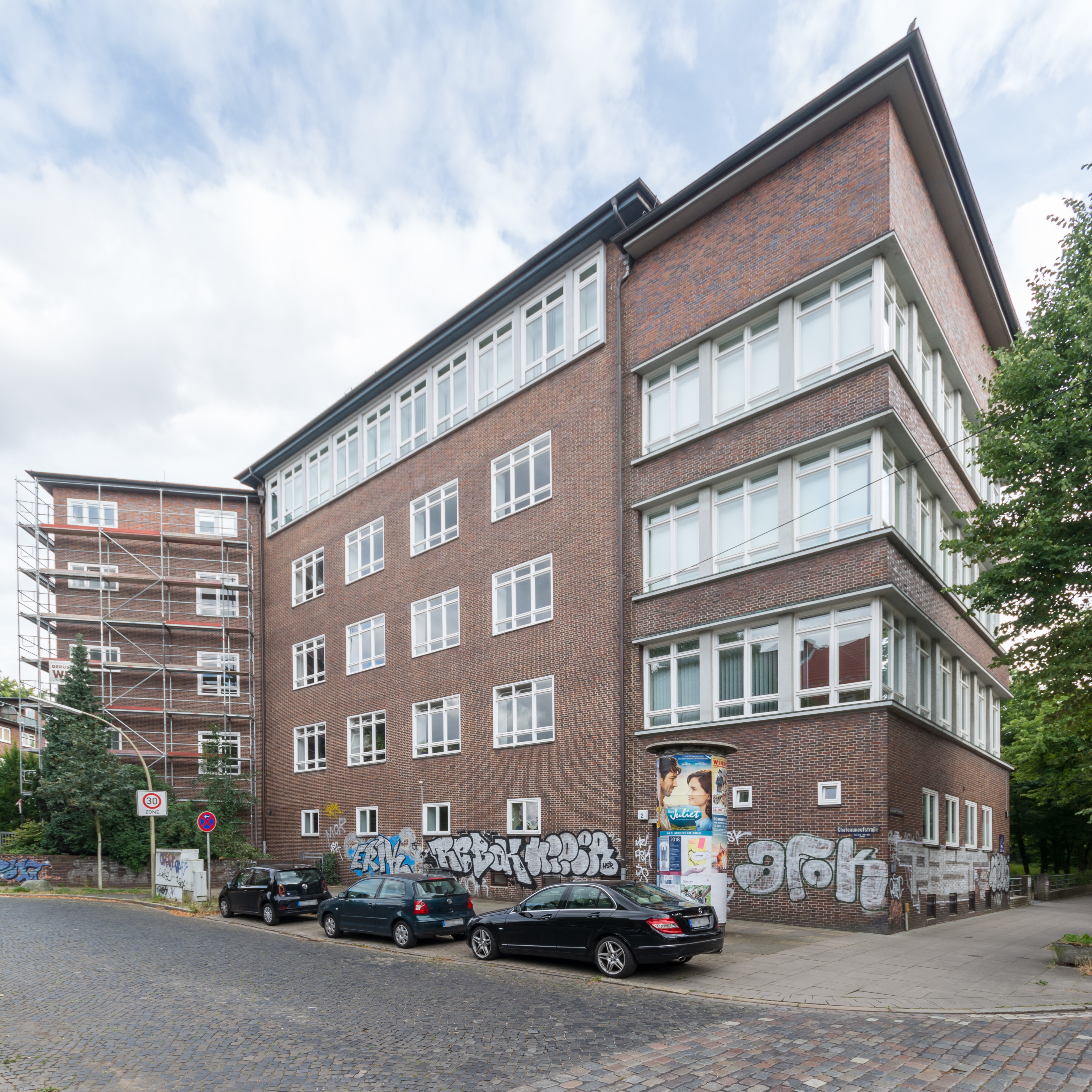
Ehemaliges Gymnasium, Nr. 129
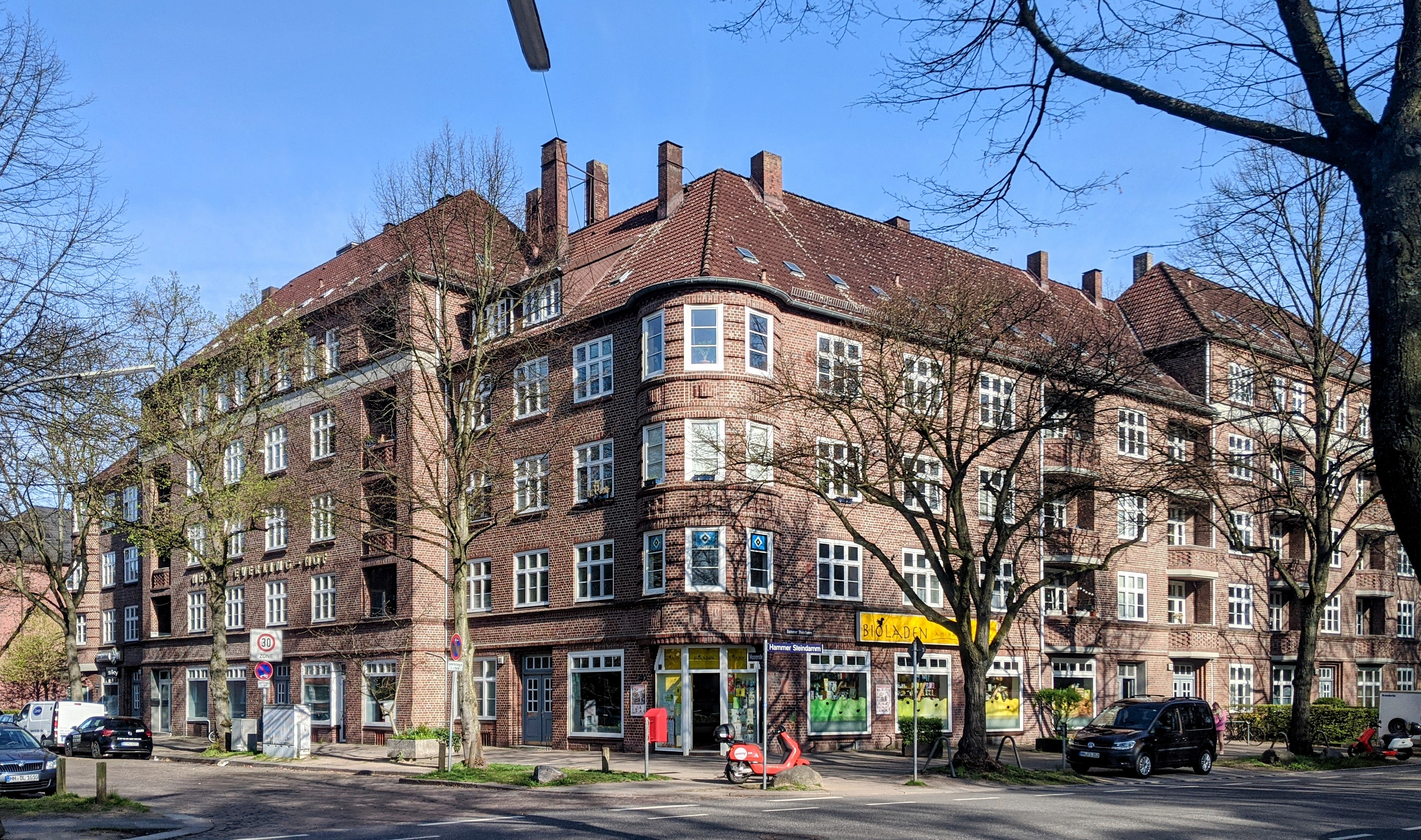
„Henry-Everling-Hof“, Nr. 118–120 (Ecke Moorende)
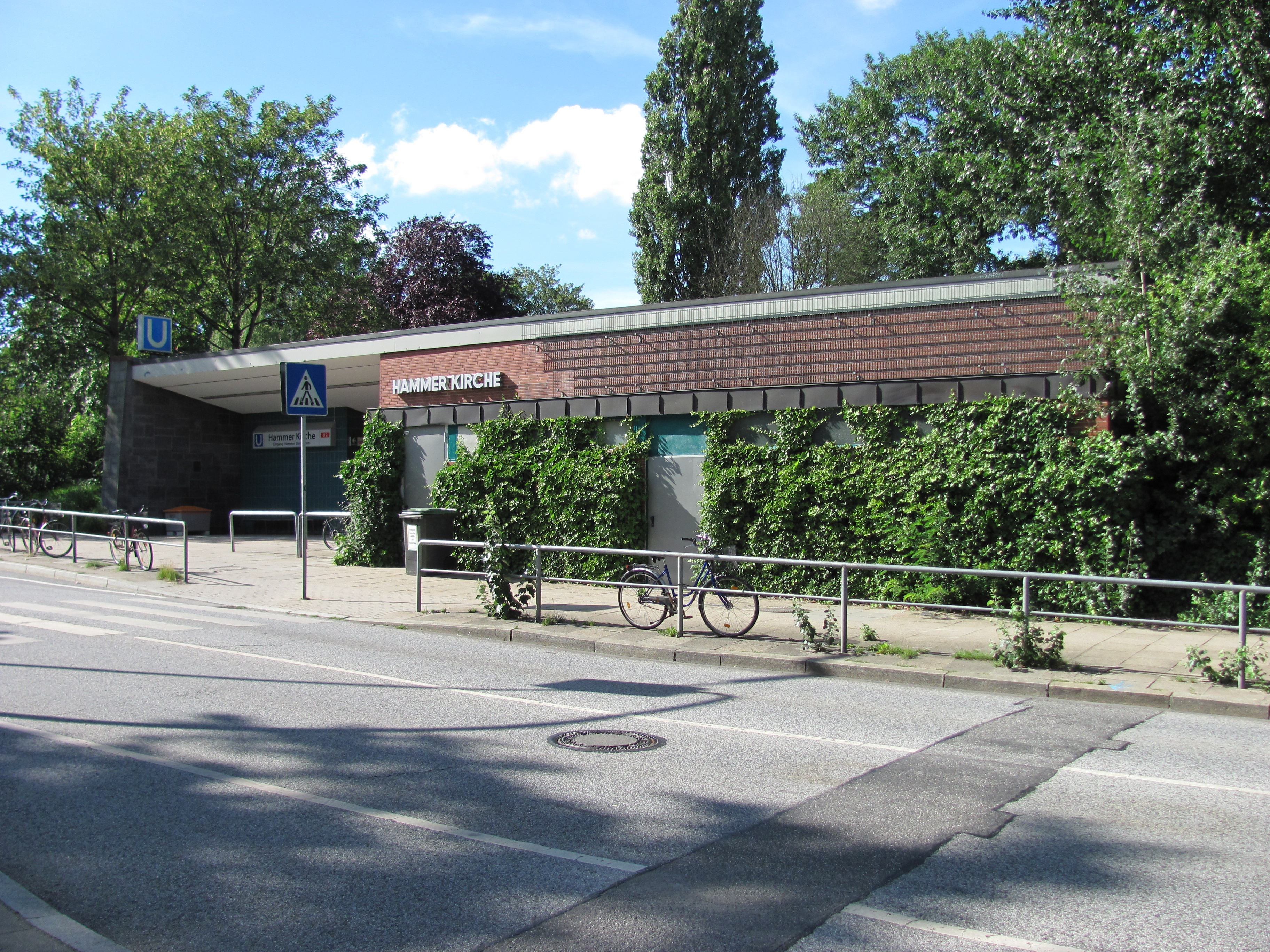
U-Bahnhof Hammer Kirche